# Карамышев, Дмитрий Дмитриевич
Дмитрий Дмитриевич Карамышев (1878 — 1921) — полковник Карсской крепостной артиллерии, георгиевский кавалер.

## Биография
Из потомственных дворян Тверской губернии.
Окончил 3-й Московский кадетский корпус (1896) и Константиновское артиллерийское училище (1898), откуда выпущен был подпоручиком в отдельный Забайкальский артиллерийский дивизион.
Участвовал в китайской кампании 1900—1901 годов. 19 августа 1901 года произведен в поручики. 31 января 1902 года назначен старшим адъютантом управления начальника артиллерии 2-го Сибирского армейского корпуса, 7 октября 1903 года отчислен от должности в тот же дивизион.
С началом русско-японской войны, 1 мая 1904 года переведен в 4-ю Восточно-Сибирскую стрелковую артиллерийскую бригаду. Участвовал в обороне крепости Порт-Артур. Удостоен ордена Св. Георгия 4-й степени
За отличный подвиг мужества, выказанный при защите крепости Порт-Артур, при отбитии штурма неприятеля 15 декабря 1904 года на укрепление № 3, когда, командуя артиллерией форта № 4, энергичным и губительным огнем своих орудий заставлял осадные батареи неприятеля прекращать огонь.
Произведен в штабс-капитаны 22 марта 1905 года «за отличие в делах против японцев».
15 июня 1907 года переведен в Михайловскую крепостную артиллерию. 2 октября 1910 года произведен в капитаны. 26 ноября 1911 года произведен в полковники «за отличие по службе», с переводом в Карсскую крепостную артиллерию. Произведен в полковники 2 декабря 1916 года  «за отличие по службе». В марте 1917 года был избран временно исполняющим обязанности коменданта Карсской крепости.
В Гражданскую войну участвовал в Белом движении на Юге России в составе ВСЮР и Русской армии. Был начальником артиллерийского склада. При эвакуации Крыма в ноябре 1920 года остался в Евпатории. Был приговорен к ВМН тройкой особого отдела 4-й армии РККА, расстрелян в 1921 году.

## Награды
- Орден Святой Анны 4-й ст. с надписью «за храбрость» (ВП 1.05.1901)
- Орден Святой Анны 3-й ст. с мечами и бантом (ВП 11.09.1905)
- Орден Святого Станислава 2-й ст. с мечами (ВП 11.09.1905)
- Орден Святой Анны 2-й ст. с мечами (ВП 23.10.1905)
- Орден Святого Георгия 4-й ст. (ВП 25.02.1907)
- Орден Святого Владимира 4-й ст. с мечами и бантом (ВП 20.05.1907)